# 地耳草
地耳草为藤黄科金丝桃属下的一个种。其种加词“japonicum”意为“日本的”。
现接受名为地耳草（Hypericum japonicum subsp. japonicum）。

## 扩展阅读
[在维基数据编辑]
 《植物名實圖考·地耳草》，出自吳其濬《植物名實圖考》

## 外部連結
- 田基黃 Tian Jih Hang（页面存档备份，存于） 中藥標本數據庫 (香港浸會大學中醫藥學院) （繁體中文）（英文）
- 異巴西紅厚殼素 Isojacareubin（页面存档备份，存于） 中草藥化學圖像數據庫 (香港浸會大學中醫藥學院) （中文）（英文）
- 鐵力木咕噸酮B Mesuaxanthone B（页面存档备份，存于） 中草藥化學圖像數據庫 (香港浸會大學中醫藥學院) （中文）（英文）